# Bienenfresser (Art)
Der Bienenfresser (Merops apiaster), selten auch – fälschlich, da nicht zu den Spechten gehörend – „Bienenspecht“ genannt, ist ein auffallend bunter Vogel aus der gleichnamigen Familie der Bienenfresser (Meropidae). Er gehört zu den in Afrika überwinternden Zugvögeln.

## Aussehen
Bienenfresser haben eine Körperlänge von 25 bis 29 cm und eine Flügelspannweite von 36 bis 40 cm. Er ist einer der buntesten, kaum zu verwechselnden Vögel Europas. Der Bauch- und Brustbereich ist türkis, Scheitel-, Nacken- und Rückenpartien sind rostbraun, die Flügel ebenfalls, über dem gelblichen Kinn befindet sich ein schwarzer Augenstreif. Weitere Merkmale sind der lange, leicht gebogene Schnabel und die nur bei den Altvögeln vorhandenen, verlängerten mittleren Schwanzfedern, auch Schwanzspieße genannt. Die insgesamt blasser gefärbten Jungvögel sind auf dem Rücken und den Flügeldecken zusätzlich grünlich getönt, von bräunlichem Grau bis schmutzigen Sandfarben.

## Verbreitung und Lebensraum

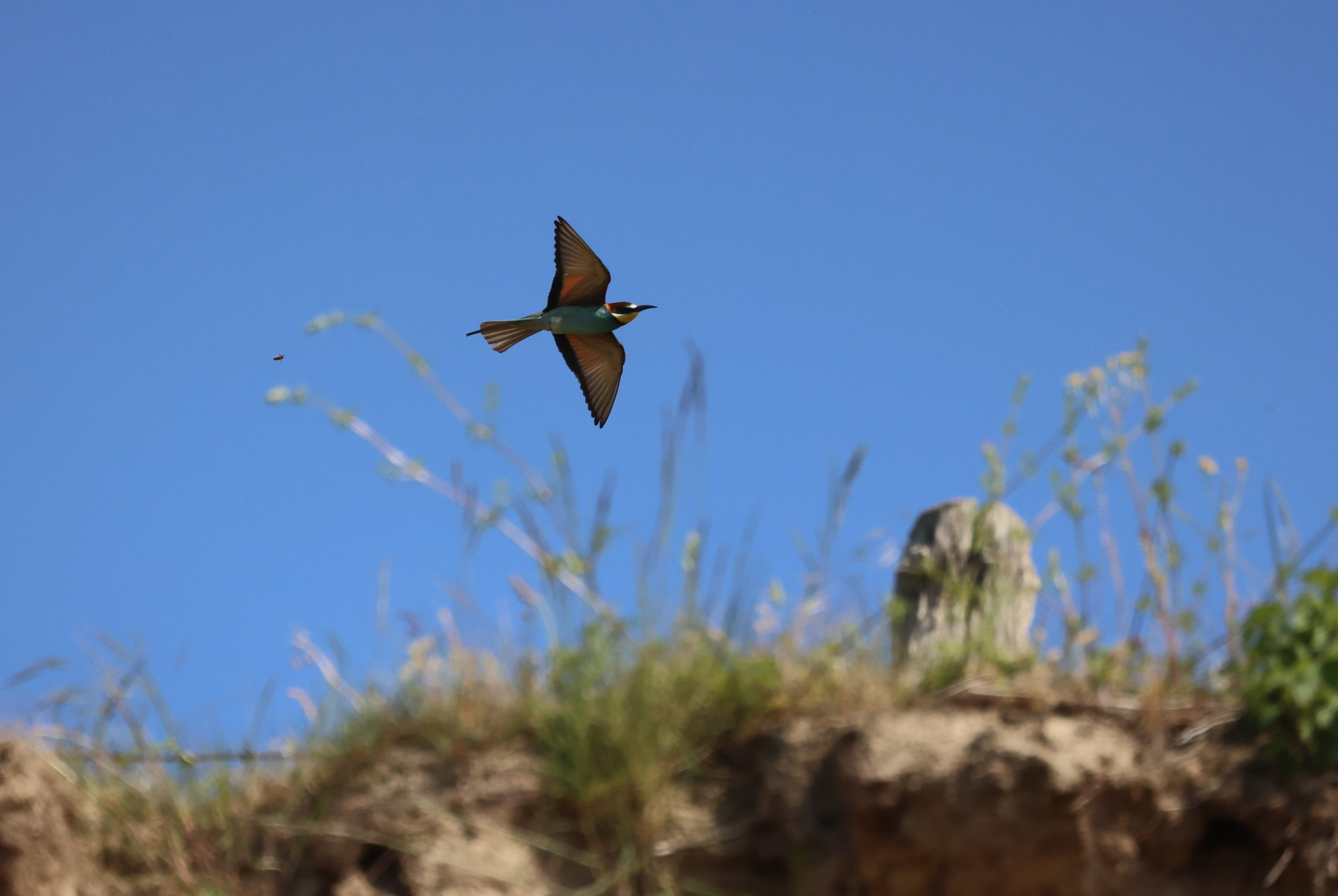
Fliegender Bienenfresser am Steilufer bei Göhren

Der Bienenfresser bevorzugt warmes Klima. Sein Verbreitungsgebiet reicht von Südwest- und Vorderasien, Nordwestafrika sowie Süd- und Südosteuropa nordwärts bis Südostpolen. In Deutschland galt er Ende der 1980er Jahre als ausgestorben, seit 1990 wandert er jedoch wieder ein. Er hat sich zu Beginn des 21. Jahrhunderts im Gebiet um den Kaiserstuhl in Deutschland angesiedelt. 2015 lebte die Hälfte der ca. 1000 in Deutschland brütenden Paare im südlichen Sachsen-Anhalt bei Merseburg. Im selben Jahr tauchte eine kleine Population im Kreis Viersen am linken Niederrhein auf. Auch im nördlichen Kraichgau ist der Bienenfresser anzutreffen.
Sein Lebensraum sind offene Landschaften mit einzelnen Bäumen und Gebüschen. Er brütet in Steilhängen an Ufern von Flüssen oder Seen sowie auch durch Bergbau geschaffenen Lehmwänden.

## Verhalten

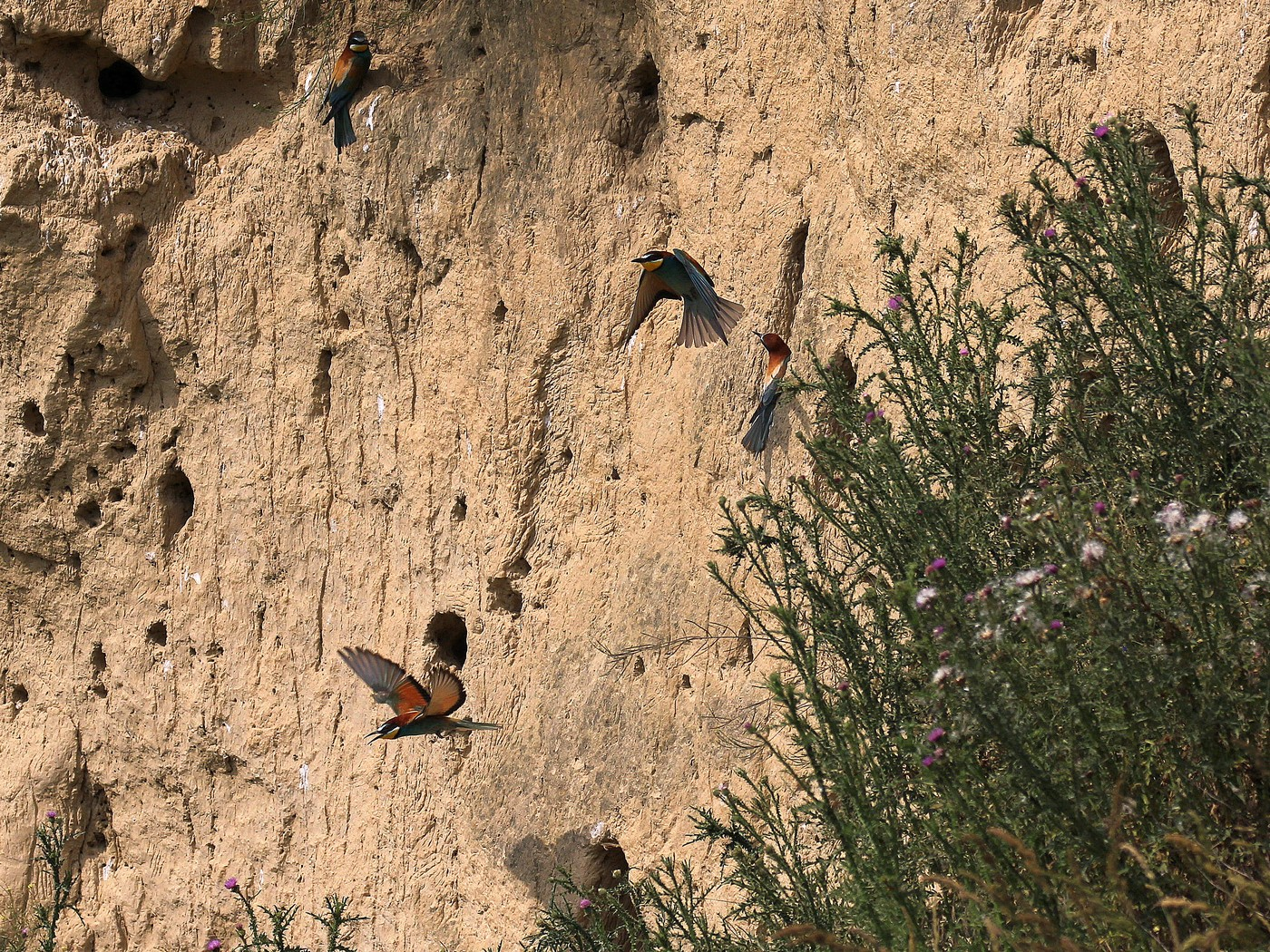
Bienenfresser vor ihren Nisthöhlen im Kiskunság-Nationalpark, Ungarn

Bienenfresser sind oft in Kolonien anzutreffen. Sie sitzen gerne, meist zusammen mit Artgenossen, auf herausragenden Ästen, Leitungsdrähten und Masten. Sie sind sehr gute Flieger, wirken hingegen auf dem Boden eher unbeholfen.

## Ernährung
Der Bienenfresser erbeutet im Flug vor allem die Hautflügler Bienen, Wespen, Hummeln, Hornissen, aber auch Libellen, Zikaden und fliegende Käfer. Da viele wehrhaft sind, fliegt er nach Ergreifen des Insektes zunächst zu einer nahegelegenen Sitzwarte. Dort wird es mit kräftigen Hieben auf die Unterlage getötet und durchgeknetet, wobei sich die Giftdrüse des Stachels entleert. Erst dann wird das Beutetier verschluckt oder an die Jungen weitergegeben.

## Stimme
Bienenfresser sind ruffreudige Vögel. Der häufigste Ruf ist ein im Flug vorgetragenes heiseres „prürr“ oder „krük krük“, welches vielfach variiert wird. Der Alarmruf ist „pitt-pitt-pitt“.

## Fortpflanzung

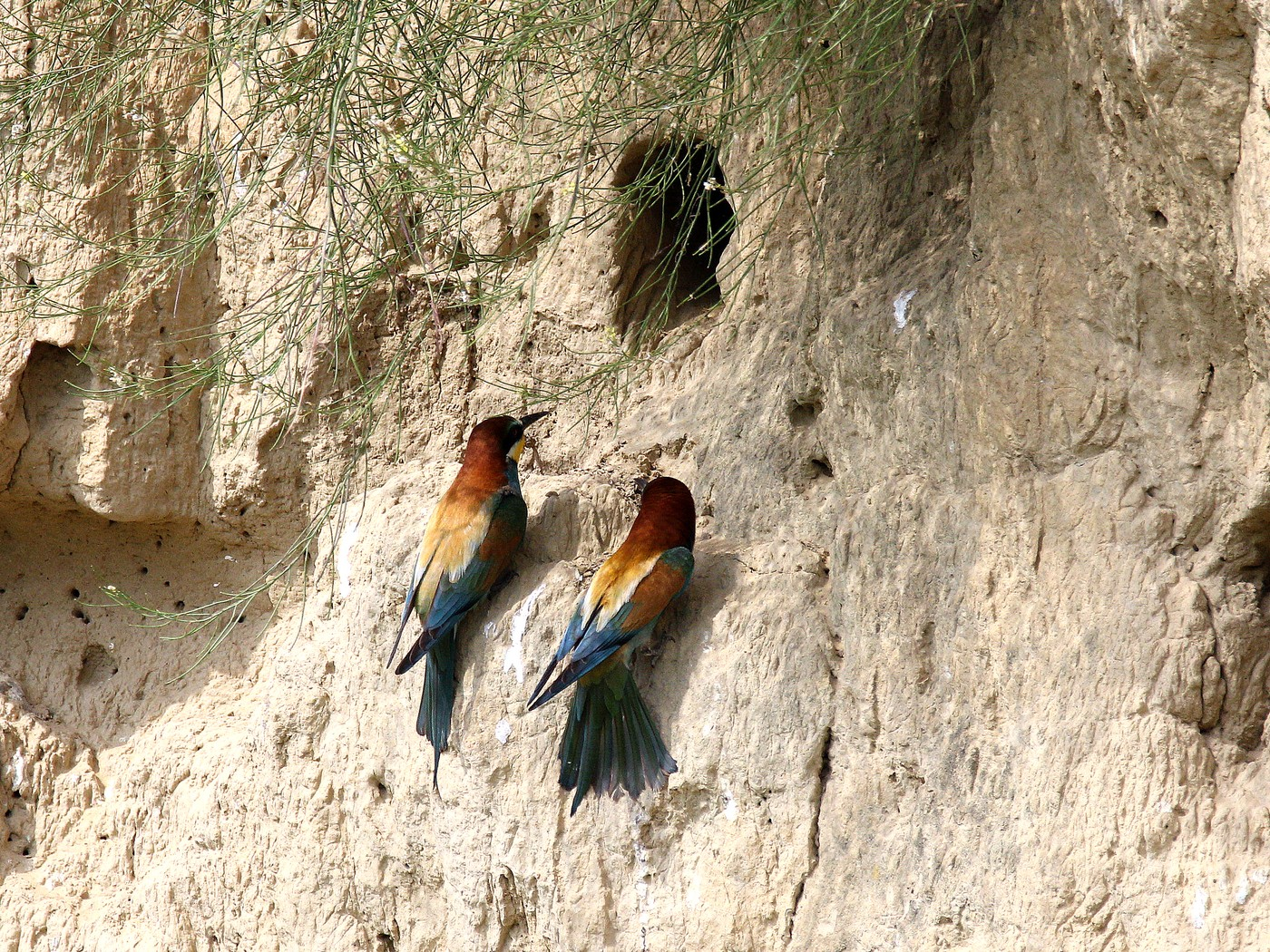
Paar Bienenfresser an einer Steilwand vor dem Eingang ihrer Nisthöhle (Kiskunság-Nationalpark, Ungarn)

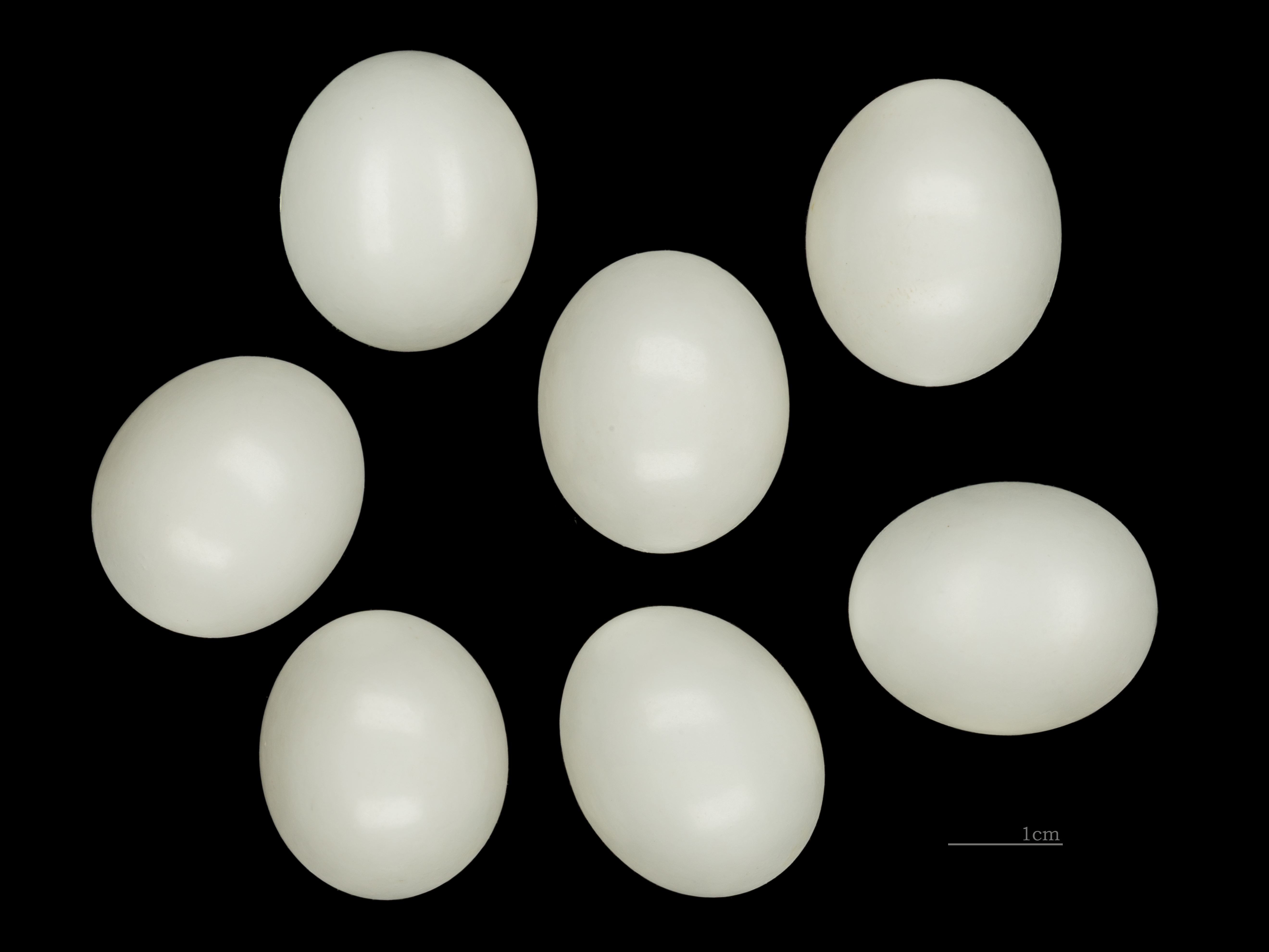
Eier des Bienenfressers

Der Bienenfresser ist ein Koloniebrüter. Das Nest wird als Bruthöhle in Hänge und Wände von Steilufern oder Sandgruben gegraben, wobei die Brutpaare diese ziemlich nah beieinander anlegen. Besonders am Rande des Verbreitungsgebietes sind allerdings auch einzelne Brutpaare beobachtet worden. Solche Pionieransiedlungen verschwinden entweder bald oder vergrößern sich rasch zu Brutkolonien.
Die Röhren sind meist 1,0 bis 1,5 Meter, im Extremfall bis zu 2,7 Meter lang mit einem Durchmesser von 4 bis 5 Zentimetern, wobei das Einflugloch circa 8 bis 10 Zentimeter misst. Am Ende der Röhre befindet sich die blasenförmig erweiterte Brutkammer. Neben den meist mehrere Meter auseinander liegenden, bewohnten Röhren befinden sich oft weitere, unfertig gebliebene. Die Grabarbeiten des Paares sind nach circa zwei bis drei Wochen abgeschlossen.
Die Brutzeit beginnt Mitte Mai nach der Rückkehr aus Afrika und dauert einschließlich Aufzucht bis Ende Juli, die Brut selbst dauert dabei circa 20 bis 22 Tage. Es gibt nur eine Brut im Jahr (keine Nachbruten). Beide Geschlechter beteiligen sich am Brüten, das Männchen allerdings in geringerem Maße. Das Gelege besteht aus fünf bis sieben fast kugeligen, rein weißen, glatten, stark glänzenden Eiern der Größe 22,5 bis 29,5 mal 17,6 bis 23,6 Millimeter, wobei die Eier direkt auf dem Boden der Brutkammer liegen. Die Anzahl der Eier ist stark vom Nahrungsangebot abhängig. Am Boden der Brutkammer entsteht im Laufe des Brutgeschäftes durch Speiballen aus Insektenresten sowie Kot und sonstigen Abfällen eine zentimeterhohe Schicht.
Die Nestlinge sind nackt mit rosafarbener Haut. Der Schnabel der Jungen ist grau mit sehr schmalen gelblichen Randwülsten. Die Jungvögel werden von beiden Eltern 20 bis 30 Tage im Nest sowie eine Zeitlang danach betreut.

## Mensch und Bienenfresser

### Vogel des Jahres
Der Bienenfresser war Vogel des Jahres 2012 in Armenien und in der Slowakei.